# Barranca
Barranca è un distretto della Costa Rica facente parte del cantone di Puntarenas, nella provincia omonima.
Secondo il censimento del 2011, il 52,1 % della popolazione è di sesso femminile il 47,9 % è maschile.